# San Llorens
San Llorens är ett berg i Spanien.   Det ligger i provinsen Província de Barcelona och regionen Katalonien, i den östra delen av landet, 500 km öster om huvudstaden Madrid. Toppen på San Llorens är 1 088 meter över havet.
Terrängen runt San Llorens är huvudsakligen kuperad.Runt San Llorens är det mycket tätbefolkat, med 3 494 invånare per kvadratkilometer. Närmaste större samhälle är Terrassa, 8,3 km söder om San Llorens. Runt San Llorens är det i huvudsak tätbebyggt.